# CHRISTMAS CONCERT 2011 LOVE SONGS FOR WOMEN
『CHRISTMAS CONCERT 2011 LOVE SONGS FOR WOMEN』（クリスマス・コンサート・ツーサウザンドイレブン・ラブ・ソングス・フォー・ウーメン）は、日本のシンガーソングライター清木場俊介の映像作品である。

## 概要
- この作品は、12月16日に東京国際フォーラム ホールAで開催された初の女性限定・バラードセレクションライブ「CHRISTMAS CONCERT 2011 LOVE SONGS FOR WOMEN」を映像作品化したものとなる。
- 通常のバンド編成に14人のストリングス隊を加え、清木場俊介の魅力が堪能できる「バラード」を中心に構成。
- 清木場俊介×シン・ヘソン「二人で居よう」を清木場俊介のみが歌唱した特別バージョンを始め、このDVDにしか収録されない、唄い屋が敬愛する尾崎豊の名曲「LONELY ROSE」のカバーや、アンコールの「愛NEED YOUR LOVE」「強くならないで…」、MCの一部を収録。

## 収録曲

### DISC-1
1. 意味の無いI LOVE YOU
2. キミが望むモノとボクが欲しいモノ
3. Julian Love
4. 有り余る愛
5. キミの子宮の中で…
6. Hey Baby
7. キミが居なければ
8. 12月の風
9. 最後の夜
10. 永遠
11. 9:36 〜キミと居た夏〜
12. キミに出逢って
13. 天国は待ってくれる
14. LONELY ROSE
尾崎豊のカバー曲
15. 愛のかたち
16. 二人で居よう
17. 愛NEED YOUR LOVE
ここからアンコールとなる。
18. 強くならないで…

### DISC-2
- ドキュメンタリー・CHRISTMAS CONCERT 2011 LOVE SONGS FOR WOMEN